# Adam Carlén
Adam Erik Carlén, född 27 juni 2000 i Lugnås församling i Västra Götalands län, är en svensk fotbollsspelare som spelar för Excelsior i Eredivisie.

## Klubbkarriär
Carlén började spela fotboll i Björsäters IF. Han spelade även som junior för IFK Mariestad. Carlén spelade en match i Division 4 2015 och fyra matcher i Division 3 2016.
2017 gick Carlén till Degerfors IF. I augusti 2019 flyttades Carlén upp i A-laget, där han skrev på ett 3,5-årskontrakt. Carlén gjorde sin Superettan-debut den 3 augusti 2019 i en 3–1-vinst över Varbergs BoIS. Han spelade 29 ligamatcher och gjorde två mål under säsongen 2020, då Degerfors IF blev uppflyttade till Allsvenskan.
I februari 2023 blev Carlén klar för IFK Göteborg. I sin andra tävlingsmatch för klubben, i svenska cupen mot lokalrivalerna Gais, hamnade han i händelsernas centrum då han först nickade in 0–1 för IFK, men sedan orsakade en straff som Mervan Celik slog in till 2–1. Kort därefter blev Carlén dessutom utvisad efter sitt andra gula kort, och Gais vann matchen med 2–1.
I juli 2025 värvades Carlén av nederländska Excelsior Rotterdam, där han skrev på ett tvåårskontrakt med option på ytterligare ett år.

## Landslagskarriär
Den 8 november 2020 blev Carlén för första gången uttagen i Sveriges U21-landslag.
Den 2 januari 2024 blev Carlén uttagen till det svenska landslaget inför januariturnén.